# Leptogium patagonicum
Leptogium patagonicum är en lavart som beskrevs av Zahlbr. Leptogium patagonicum ingår i släktet Leptogium och familjen Collemataceae.   Inga underarter finns listade i Catalogue of Life.